# Youssef al-Qaradâwî
Youssef al-Qardaoui ou Yûsuf Al-Qaradâwî (en arabe : يوسف القرضاوي), né le 9 septembre 1926 à Saft Turab (royaume d'Égypte) et mort le 26 septembre 2022 à Doha (Qatar), est un théologien, prédicateur et universitaire qatarien d'origine égyptienne.
Fondateur et doyen de la première université des études et sciences islamiques au Qatar en 1977, il est également président de l'Union internationale des savants musulmans, membre du Conseil européen pour la fatwa et la recherche et président de l'Union of Good.
Al-Qaradawi a publié plus de 120 ouvrages, dont Le Licite et l'Illicite en islam et L'Islam, civilisation de demain. Il a également reçu plusieurs prix internationaux pour ses contributions à la science et l'économie islamique et il est considéré comme l'une des personnalités musulmanes les plus influentes de son vivant,.
Au sein de la confrérie islamiste égyptienne des Frères musulmans, Al-Qaradawi a une influence intellectuelle de premier plan considéré comme le théologien de référence mais il aurait refusé par deux fois (en 1976 et en 2004) un poste officiel ou même la direction de l'organisation.
Les points de vue d'al-Qaradawi étant considérés comme extrémistes, il s'est vu refuser un visa d'entrée au Royaume-Uni en 2008, et il est interdit d'entrée aux États-Unis depuis 1999 et en France en 2012. Dans le monde musulman, ses positions contre certains régimes lui ont valu l'interdiction d'entrée dans plusieurs pays arabes, dont les Émirats arabes unis et l'Égypte, où il a été jugé par contumace en 2013, et Interpol lance fin 2014, un mandat d'arrêt contre lui à la demande de l'Égypte.

## Biographie
Orphelin de père dès l’âge de deux ans, il grandit dans une famille de paysans musulmans pieux et pratiquants. Il est élevé par son oncle paternel, qui l’envoie à la médersa du village où il achève la mémorisation du Coran à l’âge de 10 ans. Yûsuf Al-Qaradâwî poursuit ses études à l’institut de la ville de Tanta (Égypte), dépendant de l'Université al-Azhar. Neuf années plus tard, il obtient le diplôme sanctionnant le cycle d’enseignement secondaire.

### Études
Il intègre la Faculté des Fondements de la Religion d’al-Azhar au Caire, terminant major de sa promotion en 1953. Un an plus tard, il passa son examen d'enseignant. En 1958, il obtient une agrégation de lettres arabes, arrivant en tête d’une promotion de 500 étudiants.[réf. nécessaire] En 1960, il obtient un master en sciences coraniques, et commence la préparation de sa thèse sur le thème de la zakât et son rôle dans la résolution des problèmes sociaux.
En 1973, il obtient un doctorat avec mention honorifique de l'université al-Azhar.

### Carrière universitaire
En 1961, il est envoyé par l'université Al-Azhar au Qatar, comme doyen de l'Institut secondaire des études religieuses, qu'il modernise. Il est chargé en 1973 de la création du département des études islamiques à l'université du Qatar dont il devient président.
En 1977, Al-Qaradâwî fonde la première université des préceptes et sciences islamiques du Qatar, dont il a été le doyen jusqu'à 1990. Depuis, il a conçu le centre de recherche sunnite et de la tradition prophétique, qu'il préside jusqu'à présent.
En 1980, il s'en prend au philosophe Mohammed Arkoun qu'il empêche de prononcer une conférence,. Il enseigna durant les années 1990 à l'université des sciences islamiques Émir Abdelkader à Constantine en Algérie.
En 2004, al-Qaradawi a été administrateur du Centre d'Oxford pour les études islamiques chaire qui serait financée par l'émirat du Qatar.
Il a également servi en tant que chercheur et consultant pour un film épique en anglais sur Mahomet, et une série de 30 épisodes sur le deuxième calife Omar Ibn Al-Khattab,

## Confrérie des Frères musulmans
al-Qaradâwî devient membre de la confrérie des Frères musulmans alors qu'il est encore un jeune homme et il fait personnellement la connaissance de son fondateur Hassan al-Banna. Il a 
Membre de la confrérie des Frères musulmans, ce qui lui vaut d’être emprisonné en 1949, puis entre 1954 et 1956 et en 1962 ; il a été déchu de sa nationalité égyptienne (la confrérie étant interdite en Égypte) et possède la nationalité qatari.[réf. nécessaire]

## Justice et interdictions de séjour
Fin 2014, Interpol lance, à la demande des autorités égyptiennes, un mandat d’arrêt international visant Al-Qaradâwî pour « incitation et assistance d’assassinat, assistance à l’évasion de personnes détenues, incendie criminel, vandalisme et vol ».

### Arabie saoudite
Le 1er décembre 2015, le ministère de l'Éducation saoudien ordonne le retrait sous quinze jours de 80 livres de toutes les écoles et universités du pays,,,. Parmi les ouvrages visés par cette décision figure notamment Le Licite et l'Illicite en islam de Youssef al-Qaradawi aux côtés de ceux d'autres auteurs égyptiens comme Hassan el-Banna, Sayyid Qutb ainsi que l'écrivain algérien Malek Bennabi et le théologien pakistanais Abul Ala Maududi,,,. Un responsable saoudien s'explique à propos de cette initiative au micro de Sky News Arabia, en déclarant que : « L'État saoudien souffre depuis longtemps du terrorisme, et il est de notoriété publique que les livres de Qutb, d'el-Banna et d'al-Qaradawi incitent à la violence, à la haine et au rejet des autres religions. Ils devraient être brûlés et non pas seulement interdits »,,.

### Égypte
Le 16 mai 2015, al-Qaradâwî a été condamné à mort par contumace par un tribunal égyptien en même temps que le président déchu Mohamed Morsi et plus d’une centaine d’autres Égyptiens eux aussi affiliés aux Frères musulmans. L’Égypte demande son expulsion du Qatar. Il est par ailleurs condamné, le mercredi 17 janvier 2018, à la prison à perpétuité (par contumace) par un tribunal militaire égyptien qui l'a reconnu coupable, d’« incitation au meurtre », de « diffusion de fausses nouvelles » et de « vandalisation de biens publics »,,.

### Émirats arabes unis
Dans le monde musulman, ses positions contre certains régimes lui ont valu l'interdiction d'entrée dans plusieurs pays arabes, dont les Émirats arabes unis.

### États-Unis
Les opinions extrémistes d'Al Qaradâwî ont mené à une interdiction du territoire américain en vigueur depuis 1999.

### Europe
En 2008, le Home Office britannique a déclaré qu’Al-Qaradâwî s’était vu refuser un visa d’entrée en Grande-Bretagne pour traitement médical en raison des craintes du gouvernement britannique que ses prêches « favoriseraient la violence intercommunautaire ».
En mars 2012, le président français Nicolas Sarkozy a déclaré son intention de renforcer les mesures d’interdiction du territoire envers les imams extrémistes à la suite des attentats de Toulouse. Parmi les religieux concernés, le président a explicitement nommé Al-Qaradawi.
Il est interdit de séjour en France à l'occasion de la Rencontre annuelle des musulmans de France organisée par l'Union des organisations islamiques de France en 2012.

### Décès
Le cheikh Youssef Al Qaradawi décède le 26 septembre 2022, à l'âge de 96 ans, à Doha, au Qatar.

## Prises de position
Il est présenté comme un « prédicateur islamiste », ou « prédicateur de l'islamisme radical » et est très généralement considéré comme ayant été l'idéologue et le guide spirituel des Frères musulmans,,,,.

### Démocratie
Il considère que la démocratie est compatible avec l'islam et la considère comme souhaitable pour les pays musulmans mais, à l'inverse, il soutient que les lois de la charia priment sur la norme du droit humain qu'il estime « changeant » : 

« the Shari`ah cannot be amended to conform to changing human values and standards, rather, it is the absolute norm to which all human values and conduct must conform… »

### Traitement de conflit dans le cercle familial
Youssef Al-Qardaoui défend l'usage de violence d'un mari envers sa femme : dans un passage sur le droit du divorce, il explique comment l'homme doit réagir lorsque son épouse se "rebelle contre son autorité" au sein du cercle familial : 

« après avoir tenté de rectifier de son mieux l'attitude de son épouse à l'aide de mots choisis, en usant de persuasion subtile et en raisonnant. En cas d'échec, il devra faire couche séparée, tâchant ainsi d'éveiller son agréable nature féminine de façon que la sérénité soit restaurée […]. Si cette approche échoue, il lui est permis de la battre légèrement, avec ses mains, en prenant soin d'éviter le visage ou d'autres parties sensibles. En aucun cas il ne pourra user d'une canne (stick) ou d'aucun autre instrument pouvant causer de la douleur ou la blesser. En fait, cette "correction" (souligné dans le texte original) doit se conformer à celle dont a usé le prophète de l'islam Mahomet lorsqu'un jour, en colère contre un serviteur, il lui dit : "si ce n'était de crainte du Jour de la Résurrection (jugement dernier), je t'aurais battu avec ce miswak (écorce tendre d'arbuste servant à se nettoyer les dents) (rapporté par Ibn Sa'd dans son Tabaqat). »

### Excision
Youssef Al-Qaradâwî ne justifie pas mais ne condamne pas l'excision : dans une étude détaillée, il traite la question en l'exposant aux différentes sources du droit musulman (Coran, Sunna, consensus, analogie) en examinant l'authenticité de tous les arguments avancés qui ont conduit aux avis divergents.
En analysant les versets du Coran, il conclut qu'ils ne fournissent aucune base pour appliquer l'excision. En passant à l'examen des hadiths pour voir ce que dit la Sunna, il relève trois principaux hadiths sur ce point qu'il juge (avec démonstration) insuffisants à établir le statut juridique de cet acte. L'étude du consensus (ijma‘) et de l'analogie (qiyas) ne change rien au résultat, et tout ce qui en ressort est la permission, l'excision n'est donc ni recommandée ni encore moins obligatoire, d'après son étude. Cependant, il souligne que cette permission est cadrée par des conditions strictes dont le non-dépassement de l'effleurement. Ainsi, il ne condamne pas celle-ci explicitement, sachant pertinemment que 97 % des femmes égyptiennes sont excisées.

### Laïcité
Il condamne la séparation de l'État de la religion : 

« Since Islam is a comprehensive system of `Ibadah (worship) and Shari`ah (legislation), the acceptance of secularism means abandonment of Shari`ah, a denial of the Divine guidance and a rejection of Allah’s injunctions. (…) the call for secularism among Muslims is atheism and a rejection of Islam. Its acceptance as a basis for rule in place of Shari`ah is a downright apostasy. »

Dans une lettre au Président Chirac en 2003, Youssef Al-Qardaoui en donne la version suivante : 

« La laïcité dans les sociétés libérales signifie la neutralité de l’État vis-à-vis de la religion. Dans ce cadre, l’État n’adopte ni ne rejette la religion ; il n’est ni favorable ni hostile à son égard. Il garantit la liberté des individus d’être religieux ou non. A contrario, la laïcité marxiste s’oppose au sentiment religieux et considère la religion — toutes les religions — comme l’opium des peuples. Elle nie l’existence d’un Dieu dans cet univers et celle de l’âme dans l’être humain. »

En revanche, Al-Qardaoui s'oppose à toute forme de laïcité empêchant les individus de pratiquer leur religion sans justification raisonnable.[réf. souhaitée]

#### Loi française contre le port de signes religieux à l'école
Il s'est déclaré hostile à la loi française contre le port de signes religieux ostentatoires. Au cours d'un meeting au Bourget, il préconise au citoyen français musulman de ne pas voter pour un candidat d'un parti qui aurait soutenu la loi française contre le port du voile islamique à l'école.[réf. souhaitée]
À la suite du sermon prononcé par Al-Qaradâwî le vendredi 19 décembre 2003, l’ambassade de France fit parvenir au Cheikh la traduction arabe du discours donné par Chirac. Al-Qaradâwî envoya une lettre, le 23 décembre 2003, en son nom propre et au nom du Conseil Européen de la Fatwâ, au président Jacques Chirac par l'intermédiaire de l'ambassade de France à Doha, en réponse à l'interdiction du voile.

### Apostasie
Au sujet de la peine ou non de l'apostasie, Youssef al-Qaradâwî se prononce pour la possibilité de l'annulation ou du report de la peine de mort dans certaines circonstances : 

« `Abd Ar-Razzâq, Al-Bayhaqî et Ibn Hazm rapportent qu’Anas, revenant de Tastour (en), se rendit chez `Umar. Ce dernier lui demanda : « Qu’ont fait les six de la tribu de Bakr Ibn Wâ’il qui ont renié l’islam et qui ont rejoint les idolâtres ? » Anas répondit : « Ô Commandeur des Croyants, ce groupe de gens qui ont renié l’Islam et qui ont rejoint les idolâtres ont été tués sur le champ de bataille. » `Umar reprit : « Nous appartenons à Dieu, et c’est à Lui que nous retournerons. » Anas dit : « Mais avaient-ils une autre issue que d’être tués ? » `Umar répondit : « Oui, j’allais leur proposer l’Islam et, s’ils refusaient, j’allais les mettre en prison. » (…) Le sens de cette tradition est que `Umar a pensé que la peine de mort n’était pas applicable à l’apostat en toute situation. Elle peut être annulée ou reportée si une nécessité impose son annulation ou son report. Dans ce cas précis, la nécessité consiste en l’état de guerre, en la proximité géographique entre ces apostats et les idolâtres et en la crainte que ces apostats ne soient tentés de passer à l’ennemi. `Umar a probablement fait l’analogie avec ce qu’avait dit Mahomet : « Ne coupez pas les mains pendant les batailles. », et cela de crainte que le voleur, furieux, ne rejoigne l’ennemi. »

### Soutien aux mouvements terroristes
En octobre 2004, plus de 2 500 intellectuels musulmans en provenance de 23 pays signent une lettre ouverte adressée aux Nations Unies afin de sensibiliser la communauté internationale au sujet de l'incitation à la violence pour motifs religieux. Al-Qaradâwî est cité dans ce document comme faisant partie des « cheikhs de la mort ». Les auteurs de la lettre désignent ainsi les personnalités religieuses qui manipulent la foi des croyants pour les inciter à la violence, dans le but de « justifier le terrorisme par la religion ».
Al-Qaradâwî est président de la Union of Good (« UG »), une coalition d’organisations caritatives islamiques soutenant les activités du Hamas, et notamment les actions violentes contre les autorités et le peuple israéliens. Cette organisation a été interdite en Israël en 2002 et désignée comme organisation terroriste par le Département du Trésor américain en 2008.
En décembre 2014, l'Union internationale des savants musulmans (International Union of Muslim Scholars) dirigée par Al-Qaradâwî a été expulsée du International Islamic Council for Da'wa and Relief, une organisation humanitaire islamique basée au Caire au motif que l’UG « mêle la religion à la politique et soutient le terrorisme ».
Le Consortium Against Terrorist Finance a également soutenu qu'en 2010, Al-Qaradâwî était président du conseil de surveillance de la charia de la Banque islamique du Qatar. Cette dernière est l’une des plus importantes banques islamiques et entretient des relations controversées avec des organisations soupçonnées de financer le terrorisme au Moyen-Orient.
Enfin, Al-Qaradâwî est un ancien conseiller-charia et actionnaire de la Banque Al-Taqwa, qui fut jusqu’en 2010 inscrite sur une liste dressée par les États-Unis et l’ONU des organisations ayant financé l'organisation terroriste Al-Qaïda.

### Les attentats suicides
En 2004, il apporte son soutien au Hamas et justifie le recours aux attentats suicides en Israël. À une question lui demandant dans quelles circonstances le recours aux attentats suicides était justifié quand il n'y a pas d'autres alternatives en Israël ou en Irak[réf. nécessaire], étant donné la violence occasionnée par les pays en guerre contre des musulmans comme Israël ou les États-Unis, la France, le Danemark, les Pays-Bas ou encore la Chine par exemple, Al-Qardaoui répond en juillet 2004[réf. nécessaire] que les « opérations martyrs sont l'arme que Dieu a donné aux pauvres pour combattre les forts. C'est la compensation divine. La société israélienne est une société militaire. Leurs hommes et leurs femmes sont des soldats dans l'armée, qui peuvent être rappelés à tout moment. Et si un enfant ou un vieux est tué dans ces opérations, il n'est pas visé mais c'est par erreur, et en conséquence des nécessités absolues de guerre, et les nécessités absolues lèvent les interdictions. »

En janvier 2009, Youssef Qaradawi déclare dans son émission sur Al Jazeera : 

« Tout au long de l'histoire, Allah a imposé [aux juifs] des personnes qui les puniraient de leur corruption. Le dernier châtiment a été administré par Hitler. […] C'était un châtiment divin. Si Allah veut, la prochaine fois, ce sera par la main des croyants. »

### Le judaïsme
Youssef Al-Qaradâwî nomme clairement les juifs comme ennemis des musulmans et appelle à les tuer, même s'il reconnaît que le judaïsme partage avec l'islam beaucoup de points communs dans la religion, comme l'interdiction de manger du porc, le fait que la viande cachère soit aussi halal, l'absence de représentations dans les mosquées et les synagogues[réf. souhaitée], etc. Au sujet des juifs, il déclare le 28 janvier 2009 : 

« La seule chose que j'espère est qu'à l'approche de la fin de mes jours, Allah me donne l'occasion d'aller sur la terre du jihad et de la résistance, même sur une chaise roulante. Je tirerai sur les ennemis d'Allah, les juifs, et ils me lanceront une bombe dessus et ainsi, je clorai ma vie en martyr,[réf. souhaitée]. »

#### Antisémitisme
Le journal Jeune Afrique écrit : 

« Qaradawi s’est davantage illustré, ces dernières années, par des prêches douteux — notamment antisémites, antichiites ou anti-impérialistes — que par ses réflexions théologiques lors de son émission La charia et la vie. »

#### Judéophobie
Le politologue et chercheur Haouès Seniguer (Sciences Po Lyon) considère que certains des actes et des propos de Qaradawi sont empreints de judéophobie. En effet, selon l’Associated Press, al-Qaradâwî aurait écrit en 1998 à propos du peuple israélien « qu’il ne devrait y avoir aucun dialogue avec ces gens, sauf au moyen de l’épée. »

#### Nazisme et génocide juif
Youssef Al Qaradawi fait fréquemment l'apologie des exactions nazies à l'encontre des juifs. En 1998, alors que la condamnation de Roger Garaudy pour négationnisme à la suite de la parution de son ouvrage Les Mythes fondateurs de la politique israélienne provoque dans le monde arabe des vagues de soutien en faveur du négationniste français, al-Qaradâwî participe en tant qu'intervenant à un meeting de soutien à ce dernier, organisé par l'une des femmes de l'émir du Qatar.

Intervenant sur la chaîne Al Jazeera le 30 janvier 2009, Al-Qaradâwî tient ces propos : 

« Tout au long de l'histoire, Allah a imposé aux [juifs] des personnes qui les puniraient de leur corruption. Le dernier châtiment a été administré par Hitler. Avec tout ce qu'il leur a fait — et bien qu'ils [les juifs] aient exagéré les faits —, il a réussi à les remettre à leur place. C'était un châtiment divin. Si Allah veut, la prochaine fois, ce sera par la main des croyants,,.[réf. souhaitée] »

Dans le même esprit, le journaliste Mohamed Sifaoui rapporte que Qaradawi a émis le souhait que « les Juifs déjà punis en raison de leur comportement une première fois par les Babyloniens, une seconde fois par les Romains, le soient cette fois des mains des musulmans ».

### La troisième Guerre du Golfe
En 2004, la « International Union of Muslim Scholars », organisation présidée par Al-Qaradâwî qui compte parmi ses membres de nombreuses personnalités affiliées aux Frères musulmans ainsi qu’au Hamas, a estimé que « la résistance à l’intervention occidentale en Irak est un devoir pour tous les musulmans, tant en Irak que dans le reste du monde »

### Guerre civile libyenne de 2011
Le 21 février 2011, lors de la guerre civile libyenne, il émet une fatwa appelant l'armée à assassiner Mouammar Kadhafi.

### Guerre civile syrienne
En 2013, Youssef al-Qaradâwî appelle les musulmans sunnites à rejoindre les rangs des rebelles en Syrie et fustige le Hezbollah, qu'il qualifie de « parti de Satan ».
Ses partisans seraient responsables de l'attentat-suicide qui tua Mohamed Saïd Ramadân al Boutî avec 49 autres victimes, le 21 mars 2013[réf. souhaitée]. Par ailleurs, il appelle au « meurtre de tous les fonctionnaires syriens, de tous les soldats de l’armée régulière, tous les civils, tous les Oulémas … et en général tous ceux qui soutiennent le pouvoir syrien. » Il appelle à plusieurs reprises au meurtre des alaouites.
Plus récemment, al-Qaradâwî a publié sur son site Internet un message en arabe qui a été traduit par The Investigative Project on Terrorism et dans lequel il appelle les musulmans à se joindre à la « grande guerre de libération» contre Israël et contre les juifs en général. Al Qaradâwî a publié ces propos en réaction à la fermeture du Mont du Temple à la suite de la tentative d'assassinat contre un activiste israélien devant la mosquée al-Aqsa à Jérusalem.

### Les caricatures de Mahomet
Al-Qaradâwî s'oppose à toute caricature de Mahomet, qu'il considère comme  blasphématoire et répréhensible, et ce y compris dans les pays démocratiques. Lors de la Crise internationale des caricatures de Mahomet, il a appelé à une «journée internationale de la colère » de protestation contre la publication de ces caricatures, publiées d'abord au  Danemark et dans d'autres pays.

### Destruction des bouddhas par les talibans
Al-Qardaoui appela les talibans à ne pas démolir les bouddhas de Bâmiyân, et il fit en 2001 le voyage en Afghanistan en compagnie d'autres  théologiens pour tenter de convaincre les talibans de renoncer à cette destruction des deux statues, rappelant que ces statues existaient déjà au premier temps de l'islam et n'avaient alors pas été détruites.

## Télévision
Il devient célèbre durant le printemps arabe, où il anime une émission sur la chaîne quatarie Al Jazeera, intitulée I Al-Charia wal-Hayat (La Voie [vers Dieu] et la Vie).

## Publications
Yusuf Al-Qaradawi est l’auteur de plus de quatre-vingts ouvrages. Certains de ses livres ont été édités une dizaine de fois et de nombreux autres traduits dans plusieurs langues étrangères dont Le Licite et l'Illicite en islam ou le sens des priorités.[réf. souhaitée]
Al-Qaradâwî a écrit des dizaines d'ouvrages en arabe, parmi lesquels : 
- (ar) Ghayr al-Muslimīn fī al-mujtanaʻ al-Islāmi, Le Caire, Maktabat Wahbah, 1977, 83 p. (ISBN 977-723-655-7)
- (ar) Ayna al-khalal, Le Caire, Dār al-Ṣaḥwah, 1985, 96 p. (ISBN 977-14-3047-5)
- (ar) Awāmil al-saʻah wa-al-murūnah fī al-sharīʻah al-Islāmīyah, Le Caire, Dār al-Ṣaḥwah, 1985, 116 p. (ISBN 977-14-3046-7)
- (ar) Al-ʻIbādah fī al-Islām, Le Caire, Maktabat Wahbah, 1985, 356 p. (ISBN 977-307-043-3)
- (ar) Al-Nās wa-al-ḥaqq, Le Caire, Maktabat Wahbah, 1986, 87 p. (ISBN 978-977-307-093-9)
- (ar) Bayʻ al-murābaḥah lil-āmir bi-al-shirāʼ ka-mā tujrīhi al-maṣārif al-Islāmīyah : dirāsah fī ḍawʼ al-nuṣūṣ wa-al-qawāʻid al-sharʻīyah, Le Caire, Maktabat Wahbah, 1987, 131 p. (ISBN 977-307-086-7)
- (ar) Al-Īmān wa-al-ḥayāh, Le Caire, Maktabat Wahbah, 1990, 71 p. (ISBN 977-307-210-X)
- (ar) Malāmiḥ al-mujtamaʻ al-Muslim alladhī nanshuduh, Le Caire, Maktabat Wahbah, 1993, 399 p. (ISBN 977-225-036-5)
- (ar) Dawr al-qiyam wa-al-akhlāq fī al-iqtiṣād al-Islāmi, Le Caire, Maktabat Wahbah, 1995, 440 p. (ISBN 977-225-060-8)
- (ar) Fī fiqh al-awlawīyāt : dirāsah jadīdah fī ḍawʼ al-Qurʼān wa-al-sunnah, Le Caire, Maktabat Wahbah, 1995, 287 p. (ISBN 978-977-225-068-4)
- (ar) Al-Islām wa-al-fann, Le Caire, Maktabat Wahba, 1996 (ISBN 977-225-084-5)
- (ar) Al-Aqallīyāt ad-dīnīya wa-l-ḥall al-islāmi, Le Caire, Maktabat Wahba, 1996, 72 p. (ISBN 977-225-097-7)
- (ar) Al-Mubashshirāt bi-intiṣār al-Islām, Le Caire, Maktabat Wahbah, 1996 (ISBN 977-225-098-5)
- (ar) Min fiqh al-dawlah fī al-Islām : makānatuhā-- maʻālimuhā-- ṭabīʻatuhā, mawqifuhā min al-dīmuqrāṭīyah wa-al-taʻaddudīyah wa-al-marʼah wa-ghayr al-Muslimīn, Le Caire, Dār al-Shurūq, 1997, 198 p. (ISBN 978-977-09-0375-9)
- (ar) Al-Ṣaḥwah al-Islāmīyah wa-humūm al-waṭan al-ʻArabi, Le Caire, Dār al-Shurūq, 1998, 167 p. (ISBN 977-09-0402-3)
- (ar) Thaqāfatunā bayna al-infitāḥ wa-al-inghilāq, Le Caire, Dār al-Shurūq, 2000, 99 p. (ISBN 977-09-0658-1)
- (ar) Al-Īmān bi-al-qadar, Beyrouth, Muʼassasah al-Risālah Nāshirūn, 2001, 112 p. (ISBN 9953-400-10-5)
- (ar) Fī fiqh al-aqallīyāt al-Muslimah : ḥayāt al-Muslimīn wasaṭ al-mujtamaʻāt al-ukhra, Le Caire, Dār al-Shurūq, 2001, 201 p. (ISBN 977-09-0735-9)
- (ar) Riʻāyat al-bīʼah fī sharīʻat al-Islām, Le Caire, Dār al-Shurūq, 2001, 259 p. (ISBN 977-09-0691-3)
- (ar) Al-Sunnah wa-al-bidʻah, Le Caire, Maktabat Wahbah, 2003 (ISBN 977-225-134-5)
- (ar) Fī wadāʻ al-aʻlām, Beyrouth, Dār al-Fikr, 2003, 159 p. (ISBN 1-59239-141-9)
- (ar) Al-Islām alladhī nadʻū ilayh, Le Caire, Maktabat Wahbah, 2004 (ISBN 977-225-182-5)
- (ar) Al-Ṣaḥwah al-Islāmīyah : bayna al-āmāl wa-al-maḥādhīr, Le Caire, Maktabat Wahbah, 2004 (ISBN 977-225-179-5)
- (ar) Miʼat suʼāl ʻan al-ḥajj wa-al-ʻumrah wa-al-uḍḥiyah wa-al-ʻīdayn, Le Caire, Maktabat Wahbah, 2004 (ISBN 977-225-177-9)
- (ar) Al-Islām wa-'l-ʻunf : naẓarāt taʼṣīlīya, Le Caire, Dār al-Shurūq, 2005, 60 p. (ISBN 977-09-1211-5)
- (ar) Naḥnu wa-al-Gharb : asʼilah shāʼikah wa-ajwibah ḥāsimah, Le Caire, Dār al-Tawzīʻ wa-al-Nashr al-Islāmīyah, 2006, 207 p. (ISBN 977-265-696-5)
- (ar) Al-Islām kamā nuʼminu bihī ḍawābiṭ wa-malāmih, Le Caire, Dār Nahḍat Miṣr li-ṭ-Ṭibāʻa wa'n-Nashr wa-'t-Tauzi, 2006 (ISBN 977-14-3357-1)
- (ar) Dirāsah fī fiqh maqāṣid al-sharīʻah : bayna al-maqāṣid al-kullīyah wa-al-nuṣūṣ al-juzʼīyah, Le Caire, Dār al-Shurūq, 2006, 288 p. (ISBN 977-09-1481-9)
- (ar) Kayfa nataʻāmalu maʻa al-Qurʼān al-ʻAẓīm, Le Caire, Dār al-Shurūq, 2006, 470 p. (ISBN 977-09-0496-1)
- (ar) Al-Dīn wa-al-siyāsah : taʼṣīl wa-radd shubuhāt, Le Caire, Dār al-Shurūq, 2007, 232 p. (ISBN 978-977-09-1971-2 et 977-09-1971-3)
- (ar) Fiqh al-Jihād: Dirāsah Muqāranah li-Aḥkāmih wa Falsafatih fī Ḍaw’ al-Qur’ān wa al-Sunnah. 2 Vols, Le Caire, Maktabat Wahbah, 2009
- (ar) Al-Waraʻ wa-al-zuhd, Le Caire, Maktabat Wahbah, 2010 (ISBN 978-977-225-269-5 et 977-225-269-4)
- (ar) Fiqh al-wasaṭīyah al-Islāmīyah wa-al-tajdīd : maʻālim wa-manārāt, Le Caire, Dār al-Shurūq, 2010, 246 p. (ISBN 978-977-09-2902-5, lire en ligne)
- (ar) Ḥayāt al-marʼah al-Muslimah : fī iṭār al-ḥudūd al-sharʻīyah, Le Caire, Maktabat Wahbah, 2011
- (ar) Al-Sunnah wa-muwājahat ḥamalāt al-tashkīk, Le Caire, Maktabat Wahbah, 2011 (ISBN 978-977-225-313-5 et 977-225-313-5)